# برجين
البرجين هي إحدى القرى اللبنانية من قرى قضاء الشوف في محافظة جبل لبنان. هذه المحافظة هي واحدة من ثمان محافظات يتشكل منها لبنان الإداري.
مختار البلدة السيد نمر بو عرم
الموقع
تقع البرجين في قضاء الشوف أحد أقضية محافظة جبل لبنان. تبعد البرجين 39 كلم عن بيروت عاصمة لبنان. ترتفع 500 م عن سطح البحر وتمتد على مساحة 429 هكتاراً.
السكّان، الناخبون، السلطات المحلّية, الصناعة, الزراعة
يبلغ عدد السكّان المسجّلين في البرجين 1584 نسمة. في الانتخابات الأخيرة عام ألفين وأربعة، كان في البرجين 1215 منتخب مسجل ومنهم 2113 منتخب فعليّ. يوجد في البلدة مجلس بلدي. تشتهر البرجين في صناعة دبس الخروب -وزيت الزيتون منتوجاتها الزيتون -العنب-التين -الصبر-الخروب.
الاسم والآثار
لا تزال آثار البرجين الذين نسبت البلدة إليهما بائنة فيها، وهما برجان قديمان أحدهما في محلّة القرحانيّة حيث يقوم مسجد على أنقاض بناء قديم فيه بقايا فسيفساء وحجارة ضخمة. والثاني في محلّة الكنيسة حيث وجدت آثار قديمة. أمّا عهد هذين البرجين فيعود بحسب الخبراء إلى الحقبة البيزنطيّة، وتعاقب عليهما في ما بعد صليبيّون ومماليك وتنّوخيّون.
عائلاتها
سنّة: ياسين, بو عرم, حاطوم, سليم, الشامي, صالح, محمود, حنّوش ,أسعد
موارنة: أبو شقرا.الجردي. لطفي. معوّض. الهاشم.
بلدية البرجين والمرجيات 
العنوان ساحة الرئيس الحريري - البرجين - قضاء الشوف 
رقم الهاتف 888 985 ـ07 الفاكس / 888 985 ـ07
وقد تم إنشاء مكتبة في بلدة البرجين في ايار 2009 برعاية وزير التربية والتعليم الأستاذ تمام سلام
ملاحظة: تم تعديل هذه الوصلة من قبل المهندس علي سليم حنوش والياس معوض.